# Női 3 méteres műugrás a 2018-as úszó-Európa-bajnokságon
A 2018-as úszó-Európa-bajnokságon a műugrás női 3 méteres versenyszámának selejtezőjét augusztus 11-én délelőtt, míg a döntőjét délután rendezték meg a Royal Commonwealth Poolban.

## Versenynaptár
Az időpontok helyi idő szerint olvashatóak (GMT +00:00).
| Dátum                        | Időpont | Forduló   |
| ---------------------------- | ------- | --------- |
| 2018. augusztus 11., szombat | 09:30   | Selejtező |
| 2018. augusztus 11., szombat | 17:00   | Döntő     |

## Eredmény
Zölddel kiemelve a döntőbe jutottak
| #  | Versenyző          | Ország                   | Selejtező | Selejtező | Döntő   | Döntő  |
| #  | Versenyző          | Ország                   | Rangsor   | Pontok    | Rangsor | Pontok |
| -- | ------------------ | ------------------------ | --------- | --------- | ------- | ------ |
|    | Grace Reid         | Egyesült Királyság (GBR) | 2         | 315,70    | 1       | 329,40 |
|    | Alicia Blagg       | Egyesült Királyság (GBR) | 4         | 294,45    | 2       | 327,70 |
|    | Tina Punzel        | Németország (GER)        | 6         | 290,05    | 3       | 324,65 |
| 4  | Viktorija Keszar   | Ukrajna (UKR)            | 3         | 297,45    | 4       | 282,60 |
| 5  | Michelle Heimberg  | Svájc (SUI)              | 9         | 269,30    | 5       | 274,20 |
| 5  | Nagyezsda Bazsina  | Oroszország (RUS)        | 5         | 293,40    | 5       | 274,20 |
| 7  | Chiara Pellacani   | Olaszország (ITA)        | 7         | 278,50    | 7       | 274,00 |
| 8  | Kaja Skrzek        | Lengyelország (POL)      | 12        | 239,45    | 8       | 261,35 |
| 9  | Hanna Piszmenszka  | Ukrajna (UKR)            | 8         | 277,65    | 9       | 259,30 |
| 10 | Alena Khamulkina   | Fehéroroszország (BLR)   | 10        | 256,10    | 10      | 258,00 |
| 11 | Marija Poljakova   | Oroszország (RUS)        | 1         | 318,65    | 11      | 256,45 |
| 12 | Elena Bertocchi    | Olaszország (ITA)        | 11        | 253,90    | 12      | 255,55 |
|    |                    |                          |           |           |         |        |
| 13 | Daniella Nero      | Svédország (SWE)         | 13        | 234,50    |         |        |
| 14 | Lena Hentschel     | Németország (GER)        | 14        | 233,55    |         |        |
| 15 | Inge Jansen        | Hollandia (NED)          | 15        | 231,20    |         |        |
| 16 | Lauren Hallaselkä  | Finnország (FIN)         | 16        | 227,00    |         |        |
| 17 | Selina Staudenherz | Ausztria (AUT)           | 17        | 213,25    |         |        |
| 18 | Jessica Favre      | Svájc (SUI)              | 18        | 206,95    |         |        |
| 19 | Genevieve Green    | Litvánia (LTU)           | 19        | 198,70    |         |        |
| 20 | Indrė Girdauskaitė | Litvánia (LTU)           | 20        | 191,80    |         |        |
| 21 | Helle Tuxen        | Norvégia (NOR)           | 21        | 170,65    |         |        |